# Deutschlandvertrag
Der Deutschlandvertrag (vollständiger amtlicher Titel: Vertrag über die Beziehungen zwischen der Bundesrepublik Deutschland und den Drei Mächten, auch Generalvertrag, Bonner Vertrag oder Bonner Konvention genannt) ist ein völkerrechtlicher Vertrag, der am 26. Mai 1952 zwischen der Bundesrepublik Deutschland und den drei westlichen Besatzungsmächten Frankreich, Großbritannien und USA geschlossen wurde. Gegenstand des Deutschlandvertrags war die Wiederherstellung der deutschen Souveränität und die Normalisierung des völkerrechtlichen Status Deutschlands. Er löste das Besatzungsstatut von 1949 ab.
Vor dem Hintergrund des Koreakrieges und der wachsenden Spannungen zwischen Ost und West waren die USA bestrebt, einen deutschen Beitrag zur Verteidigung des Westens innerhalb der Europäischen Verteidigungsgemeinschaft (EVG) zu erhalten. Dies war der Anlass für die Beendigung des Besatzungsregimes in der Bundesrepublik und die Gewährung der Rechte eines souveränen Staates. In der DDR wurde der Deutschlandvertrag gemäß Sprachregelung der SED als „Generalkriegsvertrag“ bezeichnet.
Das Vertragswerk wurde zwar durch die Bundesrepublik, Großbritannien und die USA ratifiziert, trat jedoch wegen des darin vorgesehenen Junktims mit dem EVG-Vertrag nicht in Kraft, weil die französische Nationalversammlung am 30. August 1954 die Ratifizierung des EVG-Vertrages ablehnte. Daraufhin wurde der Deutschlandvertrag in Teilen neu ausgehandelt. Er wurde schließlich in abgeänderter Version gemäß Protokoll vom 23. Oktober 1954 zu den Pariser Verträgen gültig, in denen die Westeuropäische Union (WEU) begründet wurde. Die Revision war für die Bundesrepublik vorteilhaft. Die revidierte Fassung sagte der Bundesrepublik Deutschland zwar „die volle Macht eines souveränen Staates über ihre inneren und äußeren Angelegenheiten“ zu, zählte aber trotzdem eine Anzahl von Einschränkungen auf gesetzgeberischem, militärischem und internationalem Gebiet auf.
Weitere Bestimmungen des Generalvertrages und der Zusatzverträge drückten sich in Sonderrechten der Westmächte aus, unter Vorbehalt jener Rechte und Verantwortlichkeiten, die Berlin und Deutschland in seiner Gesamtheit, die endgültige Friedensregelung und die deutsche Wiedervereinigung betrafen.

## Entstehung

### Vorgeschichte

#### Die Lage in der frühen Bundesrepublik
Mit der Gründung der Bundesrepublik Deutschland 1949 war der Kriegszustand mit den Alliierten noch nicht aufgehoben. Deutschland war noch von ihren Truppen besetzt, die eine Gefährdung der Nachbarstaaten durch Deutschland verhindern sollten, und ein Besatzungsstatut schränkte die Souveränität Deutschlands ein. In der Auseinandersetzung mit der Alliierten Hohen Kommission erreichte die deutsche Bundesregierung eine Reihe von Regelungen und Zugeständnissen, die zwar das Besatzungsregime noch nicht aufheben konnten, aber eine stärkere Unabhängigkeit und Mitsprache ermöglichten.
Bereits im November 1949 schaffte die Alliierte Hohe Kommission den Lizenzzwang für die Neugründung politischer Parteien ab, im April und Juli 1951 verminderte sie ihre Produktionsbeschränkungen für die deutsche Industrie. In kleinen Schritten erhielt die Bundesrepublik ihre innere Souveränität zurück, nur nicht auf militärischem Gebiet. Ein alliiertes Gesetz, das am 1. Juni 1950 in Kraft trat, fasste alle Verbote zusammen, die die Entwaffnung und Entmilitarisierung der Bundesrepublik im industriellen Bereich sicherstellen sollten. Zur gleichen Zeit wurde aber schon über die Zahl der künftigen deutschen Armeeverbände diskutiert. Nachdem man sich zunächst mit einer „Dienststelle für Auswärtige Angelegenheiten“ im Bundeskanzleramt („Dienststelle Blankenhorn“) hatte behelfen müssen, wurde nach einer Revision des Besatzungsstatuts im März 1951 ein Außenministerium eingerichtet: Für die Unterzeichnung des Gründungsvertrags der Montanunion am 18. April 1951 musste die Bundesrepublik ein Minimum an äußerer Souveränität erhalten.
Bundeskanzler Konrad Adenauer war schon in den Monaten vor dem Überfall Nordkoreas darüber besorgt, dass die Rote Armee den Streitkräften der Westmächte in Westeuropa weit überlegen war. In Gesprächen mit den Hohen Kommissaren hatte er um die Erlaubnis für eine bundespolizeiliche Organisation als Gegengewicht gegen die quasi-militärischen Grenzstreitkräfte gebeten, die seit dem Frühjahr 1948 in der Sowjetischen Zone aufgebaut worden waren, während es in Westdeutschland, abgesehen von Hilfspersonal bei den Besatzungstruppen, nichts Vergleichbares gab. Im Juni 1950 bot er den Hohen Kommissaren erstmals eine Beteiligung deutscher Soldaten in Form von Freiwilligenverbänden an, die in Frankreich unauffällig ausgebildet und von Paris kontrolliert werden könnten.

#### Koreakrieg und Bemühen der USA um einen deutschen Verteidigungsbeitrag
Mit Beginn des Koreakrieges am 25. Juni 1950 verlagerten die USA ihr Engagement von Europa weg nach Ostasien. Ihren Überlegungen, das militärische Potential Westdeutschlands zur Verteidigung Westeuropas nutzbar zu machen, standen noch die Entmilitarisierungbestimmungen der deutschen Kapitulation und des Potsdamer Abkommens entgegen. Diese und das damalige internationale Sicherheitssystem unter Einschluss der Charta der Vereinten Nationen waren nach den Ereignissen des Zweiten Weltkrieges von dem Gedanken getragen, „Sicherheit vor einem erneuten deutschen Angriff zu haben“. Spätestens jetzt begannen sich die Hauptsiegermächte darum zu bemühen, deutsche Kräfte für die Verteidigung der freien Welt wieder nutzbar zu machen und die Bundesrepublik als aktiven Partner in ihr Sicherheitssystem zu integrieren.
Der Krieg in Korea und die Furcht vor einem neuen Weltkrieg in der öffentlichen Wahrnehmung entsprach internen Bedrohungsszenarien der US-Militärs, das seit 1950 eine Aufrüstung der Bundesrepublik forderte. Die sowjetische Expansion im Gefolge des Zweiten Weltkriegs in Osteuropa, die kommunistische Revolution in China 1949 und der Koreakrieg erschienen als Beweis für die Aggressivität des internationalen Kommunismus. Daraus folgte nun die Aufstellung deutscher Soldaten, was vorher für die europäischen Staaten, die von den Truppen der Wehrmacht besetzt gewesen waren, nicht vorstellbar gewesen war. Aus anglo-amerikanischer Sicht waren in der akuten Koreakrise westdeutsche Soldaten erforderlich.
An der für September 1950 nach New York einberufenen Außenministerkonferenz der Westalliierten sollte auch der amerikanische Hochkommissar für Deutschland John Jay McCloy als geschäftsführender Vorsitzender der Alliierten Hohen Kommission teilnehmen. Der amerikanische Außenminister Dean Acheson hatte am 3. Juli 1950 in einem Bericht an den Nationalen Sicherheitsrat der USA gefordert, „Deutschland so schnell wie möglich in eine enge und feste Verbindung mit dem Westen zu bringen und Verhältnisse zu schaffen, unter denen das Potential Westdeutschlands endgültig dem Potential des Westens hinzugefügt werden kann“. Das Thema sollte auf der Außenministerkonferenz behandelt werden.

#### Adenauers Memoranden für die Westmächte vom 29. August 1950
Zur Vorbereitung der Außenministerkonferenz bat McCloy Bundeskanzler Adenauer am 24. August um eine Darlegung seiner Ansichten über das Verhältnis der Bundesrepublik zu den Alliierten. Adenauer ließ daraufhin am 29. August zwei Memoranden anfertigen, das „Memorandum zur Frage der Neuordnung der Beziehungen der Bundesrepublik Deutschland zu den Besatzungsmächten“, das er auch in seinen Memoiren abdrucken ließ, und das „Memorandum über die Sicherheitsfrage“. Der Gedanke, beide Memoranden gleichzeitig zu übergeben, kam erst kurz vor der Übergabe.
Adenauer führte über die beiden Memoranden keinen formalen Kabinettsbeschluss herbei. Dadurch wurden die Minister vor vollendete Tatsachen gestellt. Mit Ausnahme von Innenminister Gustav Heinemann stimmten sie jedoch nachträglich zu. Trotzdem kam es zu einem Eklat über diesen Alleingang. Heinemann schied deswegen aus der Regierung und der CDU aus. Später wurde er zu einem Wortführer gegen die Wiederbewaffnung.
Im „Memorandum zur Frage der Neuordnung der Beziehungen der Bundesrepublik zu den Besatzungsmächten“ bat Adenauer als Gegenleistung für die Erfüllung der Pflichten, die der Bundesrepublik „im Rahmen der europäischen Gemeinschaft aus der gegenwärtigen Lage und ihren besonderen Gefahren erwachsen“, um eine umfassende Neugestaltung des Rechtsstatus der Bundesrepublik, der ihr mehr „Handlungsfreiheit und Verantwortlichkeit“ bringen müsse. Damit meinte er die Beendigung des Kriegszustands und die Aufhebung des Besatzungsstatuts, das zu diesem Zeitpunkt gerade erst seit einem Jahr in Geltung war. Die Beziehungen zu den Siegermächten sollten zunehmend durch vertragliche Vereinbarungen bestimmt werden. Von einem militärischen Engagement der Bundesrepublik war hier nicht die Rede.
Es war erst Thema im wesentlich ausführlicheren Sicherheitsmemorandum. Darin erklärte Adenauer, die Bundesrepublik sei bereit, „im Fall der Bildung einer internationalen westeuropäischen Armee einen Beitrag in Form eines deutschen Kontingents zu leisten.“ Die Aufrüstung der DDR sei ähnlich gefährlich wie die nordkoreanische Volksarmee, die mit ihrem Überfall auf Südkorea den Koreakrieg ausgelöst hatte, die Kasernierte Volkspolizei könne jederzeit losschlagen. Er bat daher um eine Verstärkung der Besatzungstruppen zum Schutz der Bundesrepublik und bot außerdem den Aufbau einer Bundespolizei an, die unter Umständen bewaffnet und militärisch eingesetzt werden konnte und die innere Sicherheit der Bundesrepublik gewährleisten sollte. Eine Remilitarisierung Deutschlands durch Aufstellung eigener nationaler Streitkräfte lehnte er aber weiterhin ab. Durch bewusst zweideutige Sprache gelang es Adenauer, einen deutschen Militärbeitrag anzubieten und gleichzeitig die in der Bundesrepublik unbeliebte Remilitarisierung abzulehnen.
Am 19. September 1950 erklärten daraufhin die Außenminister der USA, Großbritanniens und Frankreichs, Dean Acheson, Anthony Eden und Robert Schuman, bei einer Zusammenkunft in New York ihre Bereitschaft, ihre Streitkräfte in Westdeutschland zu verstärken, das Besatzungsstatut zu revidieren und Verhandlungen über den Aufbau einer europäischen Armee mit westdeutscher Beteiligung im Rahmen einer europäischen Verteidigungsgemeinschaft zu beginnen.
Das Bedrohungsszenario, das der Bundeskanzler in seinem Sicherheitsmemorandum vom 29. August 1950 skizzierte und für diese Treffen der Alliierten Hohen Kommission übergeben hatte, wird von dem Historiker Ludolf Herbst als „überzogen“ bezeichnet. Sein Biograph Henning Köhler schreibt von einer regelrechten „Kriegshysterie“ Adenauers im Frühjahr und Sommer 1950. Adenauers Wunsch nach Aufbau einer starken Bundespolizei wurde dennoch abgelehnt: Die skeptischen Franzosen hatten sich gegen die Amerikaner durchgesetzt, die mit einer solchen bundesdeutschen Sofortmaßnahme einverstanden gewesen wären.

### Verhandlungen 1951/52
Ein Jahr später wurde der Kriegszustand zwischen den Westmächten und Deutschland beendet. Am 14. September 1951 bekundeten die Außenminister der drei Westmächte in Washington ihre Absicht, „ein demokratisches Deutschland auf der Grundlage der Gleichberechtigung in eine kontinental-europäische Gemeinschaft einzubeziehen“. Am 24. Oktober 1951 übergab Frankreichs Hoher Kommissar André François-Poncet dem Bundeskanzler einen ersten Entwurf eines Generalvertrages. Dieser war vom geringen Entgegenkommen der Siegermächte in Fragen der bundesdeutschen Souveränität tief enttäuscht und erklärte, keine Bundesregierung könne einen solchen Vertrag dem Bundestag vorlegen. In den mehrmonatigen Verhandlungen zwischen der westdeutschen Regierung und den Hohen Kommissaren, die sich anschlossen, achtete Adenauer darauf, seinem Kabinett, dem Auswärtigen Ausschuss des Bundestags und der Öffentlichkeit immer nur so wenig Informationen wie möglich zukommen zu lassen. Als Kanzler und Außenminister steuerte er den komplizierten Verhandlungsprozess zentral selbst, als Chefberater standen ihm Walter Hallstein und Herbert Blankenhorn zur Seite. Die verschiedenen Arbeitsgruppen von Experten wurden von Wilhelm Grewe geleitet. Die Verhandlungen verliefen aus bundesdeutscher Sicht sehr unbefriedigend, denn weder wurde die von Adenauer angestrebte Mitgliedschaft in der NATO erreicht noch eine militärische oder rüstungspolitische Gleichberechtigung.
Eines der schwierigsten Probleme, das noch im November 1951 ungelöst war, als Adenauer bereits zur Paraphierung des Generalvertrages nach Paris reiste, war die vorläufige Oder-Neiße-Grenze. Adenauer wollte seine Vertragspartner darauf festlegen, sich für die Wiedervereinigung Deutschlands einzusetzen, und zwar in den Grenzen von 1937. Das hätte bedeutet, dass die USA, Großbritannien und Frankreich offiziell hätten erklären müssen, die polnische und sowjetische Verwaltung in den ehemaligen Ostgebieten Deutschlands beenden zu wollen. Auf so einen Revisionismus konnten sie sich nicht einlassen, hier musste Adenauer nachgeben.
Ein weiteres dorniges Problem war die sogenannte Bindungsklausel, die besagte, dass die Westverträge auch für ein zukünftiges wiedervereinigtes Deutschland unumkehrbar gelten sollten. Ob sie auf Initiative Adenauers eingefügt wurde, wie Hans-Peter Schwarz annimmt, oder nach der Darstellung Köhlers vielmehr das Ergebnis von Detailverhandlungen Grewes mit McCloys Rechtsberater Robert R. Bowie, ist umstritten. Die bundesdeutsche Seite wollte mit dieser Klausel verhindern, dass im Fall einer Wiedervereinigung der Alliierte Kontrollrat wiederauflebte, den Westmächten lag dagegen daran, ein wiedervereinigtes Deutschland nicht in den Ostblock oder in „prekäre […] Neutralität“ (Grewe) geraten zu lassen. Die Klausel war innerhalb von Adenauers Kabinett ausgesprochen umstritten. Bei der ersten Beratung des Vertragswerks, das Adenauer selbst vor dem Kabinett lange geheim gehalten hatte, soll die Zustimmung des Vertriebenenministers Hans-Joachim von Merkatz (DP) nur dadurch erreicht worden sein, dass der Passus nach einer Mittagspause behandelt wurde, bei der man Wein ausschenkte und diesem besonders häufig zuprostete. Im weiteren Verlauf erwies sich der Widerstand auch einiger CDU-Minister aber als so stark, dass Außenminister Acheson und der amerikanische Gesandte Philip Jessup mit Heinrich von Brentano, dem Vorsitzenden der CDU/CSU-Bundestagsfraktion, eine Kompromissformel entwarfen, die so umständlich formuliert war, dass sie als Abmilderung der Bindungsklausel verstanden werden konnte. Mit dieser Änderung in letzter Minute konnte der Deutschlandvertrag am 26. Mai 1952 im Bundesratssaal des Bonner Bundeshauses unterzeichnet werden.

### EVG
Parallel dazu liefen Verhandlungen zwischen Frankreich, den Benelux-Staaten, Italien und der Bundesrepublik über eine Europäische Verteidigungsgemeinschaft: Anknüpfend an die europäische Integration, die mit der am 18. April 1951 gegründeten Europäischen Gemeinschaft für Kohle und Stahl begonnen worden war, sollten die Streitkräfte der beteiligten Länder von der Divisionsebene über die Kommandoebene und die militärische Versorgung aufwärts supranational organisiert werden, um so den bundesdeutschen Anspruch auf Gleichberechtigung mit dem französischen Sicherheitsbedürfnis zu versöhnen. Einen Tag nach dem Deutschlandvertrag wurde der EVG-Vertrag am 27. Mai 1952 in Paris unterzeichnet.
Die Verhandlungen über eine Europäische Verteidigungsgemeinschaft lösten in der Sowjetunion Besorgnis aus. Am 10. März 1952 schlug die Sowjetregierung den Westmächten einen Friedensvertrag für ein wiedervereinigtes Deutschland in den „Potsdamer Grenzen“ vor. Er sah vor, dass Deutschland kein Militärbündnis eingehen dürfe, das sich gegen einen früheren Kriegsgegner richte. Die Westmächte lehnten ab. Bis heute ist umstritten, ob die Stalin-Noten tatsächlich den SED-Staat preisgeben wollten, um die Wiederbewaffnung Deutschlands und seine Eingliederung in die westliche Militärallianz zu verhindern, oder ob es nur Störmanöver gegen die Westpolitik Adenauers waren.

### Innenpolitische Debatte in der Bundesrepublik
Auf erbitterten Widerstand stießen Deutschlandvertrag und EVG bei der SPD-Opposition und beim DGB, die befürchteten, Wiederbewaffnung und Westintegration würden die Chancen auf eine Wiedervereinigung schmälern. Im Mai 1952 gab es eine bundesweite Welle von Streiks und Protestkundgebungen gegen den Deutschlandvertrag (dort Generalvertrag genannt) und parallel gegen das neue Betriebsverfassungsgesetz. Der SPD-Vorsitzende Kurt Schumacher erklärte am 15. Mai 1952 in einem Interview kategorisch: „Wer diesem Generalvertrag zustimmt, der hört auf, ein Deutscher zu sein.“ Dementsprechend heftig verliefen die Debatten im Bundestag: Carlo Schmid hielt es in seiner Rede am 9. Juli 1952 mit Blick auf die Bindungsklausel für unwahrscheinlich, dass die Sowjets jemals freie gesamtdeutsche Wahlen zugestehen würden, „wenn von vornherein feststehen soll, daß der Teil Deutschlands, den sie aufgeben, auf Grund einer heute geschaffenen vertraglichen Verpflichtung einem Block zugeschlagen werden soll, den dieses Russland nun einmal als feindselig empfindet“. Erich Ollenhauer erklärte am 19. März 1953: „Die Eingliederung der Bundesrepublik in das militärische Verteidigungssystem des Westens […] kann nur zu einer Vertiefung der Spaltung Deutschlands führen.“ Adenauer dagegen argumentierte, das Bündnis sei Voraussetzung sowohl der Wiedervereinigung, die man „nur erreichen werde mit Hilfe der drei Westalliierten“, als auch der Sicherheit der Bundesrepublik: Diese sei durch die „aggressive Expansionspolitik Sowjetrusslands“ gefährdet, es drohten „Sklaverei und Ausbeutung“. Am 19. März 1953 verabschiedete der Bundestag mit den Stimmen von CDU/CSU, FDP und DP die Verträge, am 15. Mai stimmte auch der Bundesrat zu. Gleichwohl konnte der Deutschlandvertrag noch nicht in Kraft treten, da die SPD am 11. Mai 1953 eine Normenkontrollklage beim Bundesverfassungsgericht angestrengt hatte. Darin sollte geklärt werden, ob der mit dem EVG-Vertrag einhergehende deutsche Wehrbeitrag mit dem Grundgesetz vereinbar sei. Vor dem Urteil der Karlsruher Richter wollte Bundespräsident Theodor Heuss die entsprechenden Gesetze nicht unterzeichnen. Er selber hatte bereits 1952 das Bundesverfassungsgericht um ein Gutachten zu dieser Frage gebeten, sich vom Drängen Adenauers aber dazu bewegen lassen, seinen Antrag wieder zurückzuziehen.

### Scheitern der EVG und Revision 1954/55
Die Ratifizierung zog sich hin, weil das französische Parlament den Deutschland- und den EVG-Vertrag nur gleichzeitig ratifizieren wollte. Die Vorbehalte gegen deutsches Militär waren sieben Jahre nach Ende des Zweiten Weltkriegs noch groß. Auch mit Blick auf die militärische Niederlage im Indochinakrieg erschien die EVG manchen Parlamentariern als Totengräber der Weltmachtrolle Frankreichs oder als Wegbereiter einer neuen Wehrmacht. Am 24. August 1954 lehnte eine Mehrheit der Nationalversammlung eine Erörterung ab. Damit war der EVG-Vertrag gescheitert, der Deutschlandvertrag musste neu ausgehandelt werden. Die Initiative hierzu ergriffen Großbritannien und die USA. In den Londoner Neun-Mächte-Besprechungen mit Kanada, Frankreich, Italien, den Benelux-Staaten und der Bundesrepublik erarbeiteten sie vom 28. September bis 3. Oktober 1954 die Londoner Akte, die unter anderem den Abschluss des Deutschlandvertrags und die Aufnahme der Bundesrepublik in die NATO auf dem Umweg über eine zu gründende WEU empfahl. Auf dieser Grundlage entwarfen drei Sachverständigenausschüsse vom 4. bis 16. Oktober 1954 in der französischen Hauptstadt die Pariser Verträge, die von mehreren Regierungskonferenzen vom 19. Oktober 1954 an beschlossen wurden. Am 23. Oktober wurden sie in Paris unterzeichnet, darunter auch der Deutschlandvertrag. Nach seiner Ratifizierung trat er am 5. Mai 1955 in Kraft. Vier Tage später wurde die Bundesrepublik in die NATO aufgenommen.
Während der Verhandlungen in Paris wurden einige Artikel des Deutschlandvertrages revidiert. Der allgemeine Notstandsvorbehalt der Alliierten wurde aus dem Deutschlandvertrag genommen. Die Westmächte akzeptierten auch, dass alle direkten Eingriffsmöglichkeiten in Regierungs- und Verwaltungsbefugnisse sowie in der Rechtsprechung der Bundesrepublik wegfielen. Eine Revision des Deutschlandvertrages war nun möglich „im Falle der Wiedervereinigung Deutschlands oder einer unter Beteiligung oder mit Zustimmung der Staaten, die Mitglieder des Vertrages sind, erzielten internationalen Verständigung über Maßnahmen zur Herbeiführung der Wiedervereinigung Deutschlands“. In dem neu gefassten Artikel 4 Abs. 2 des Deutschlandvertrages bestanden die Westmächte auf ihren „weiterhin beizubehaltenden Rechten in bezug auf die Stationierung von Streitkräften in Deutschland“ wobei sie dies ausdrücklich an ein „volles Einvernehmen“ der Bundesregierung knüpften. Die umstrittene „Bindungsklausel“ wurde gestrichen – auch weil mittlerweile keine weiteren sowjetischen Angebote in Bezug auf eine Wiedervereinigung Deutschlands mehr zu erwarten waren, die die Bundesdeutschen in Versuchung hätten führen können.
Die Souveränitätsbeschränkungen durch die Vorbehaltsrechte blieben in Kraft, die bezüglich des Notstands aber nur, bis die Bundesrepublik eigene Notstandsgesetze erließ. Dies geschah 1968. Andere Souveränitätsbeschränkungen galten bis zur Wiedervereinigung Deutschlands 1990 fort. Während der Neun-Mächte-Konferenz gestand Adenauer zudem noch Einschränkungen der Gleichberechtigung innerhalb der NATO und der WEU zu: Die Bundesrepublik durfte demnach weder ABC-Waffen noch bestimmte Arten schwerer Waffen herstellen wie Fernlenkgeschosse, größere Kriegsschiffe und strategische Bomber. Insgesamt waren die 1954 vereinbarten Bestimmungen für die Bundesrepublik deutlich günstiger als die von 1951/52, weshalb Hans-Peter Schwarz das Scheitern der EVG, das die Neuverhandlung nötig machte, als einen „Glücksfall“ für Adenauer bezeichnet.
Mit Inkrafttreten der endgültigen Fassung vom 23. Oktober 1954 am 5. Mai wurde auch das Besatzungsstatut aufgehoben, die Alliierte Hohe Kommission aufgelöst und die Ratifikationsurkunden für die Pariser Verträge in Bonn hinterlegt. Die Hohe Alliierte Kommission und die Dienststellen der Landeskommissare wurden zu diesem Datum aufgelöst. Am 7. Juni 1955 wurde das „Amt Blank“ zum Bundesministerium für Verteidigung, sein Leiter Theodor Blank der erste Bundesminister für Verteidigung.

## Inhalte
Der Deutschlandvertrag löste das Besatzungsstatut von 1949 ab. Als „Überbrückungsvertrag“ sollte er das entstandene Vakuum zwischen Kapitulation nach dem Zweiten Weltkrieg und künftigem Friedensvertrag füllen.
Er gab der Bundesrepublik „die volle Macht eines souveränen Staates über ihre inneren und äußeren Angelegenheiten, vorbehaltlich einiger Vertragsbestimmungen“. Damit konnte sie jetzt zu anderen Staaten diplomatische Beziehungen aufnehmen. Die sogenannten alliierten Vorbehaltsrechte bezogen sich auf „Berlin und Deutschland als Ganzes einschließlich die Wiedervereinigung Deutschlands und eine friedensvertragliche Regelung“ (→ Viermächte-Status). Weitere Paragraphen gaben den drei Schutzmächten Rechte für den Fall eines Notstandes ihrer im Bundesgebiet stationierten Streitkräfte, der deren Sicherheit bedroht. Einige wenige besatzungsrechtliche Vorbehalte verblieben weiterhin bei den Drei Mächten, so etwa das später in der NSA-Affäre des Jahres 2013 kritisierte Recht der Alliierten auf Überwachung des deutschen Post- und Fernmeldeverkehrs oder auf Bewegungsfreiheit ihrer Geheimdienste in Deutschland. Der deutsche Historiker Heinrich August Winkler bestreitet daher, dass der Deutschlandvertrag die Bundesrepublik im eigentlichen Sinne des Wortes souverän machte, der amerikanische Historiker Dennis L. Bark nennt den Deutschlandvertrag ein „revidiertes Besatzungsstatut“.
Die Vertragspartner vereinbarten das Ziel der Wiedervereinigung Deutschlands in Freiheit und eines Friedensschlusses für ganz Deutschland, wobei die Festlegung von dessen Grenzen einem künftigen Friedensvertrag vorbehalten blieb. Fast sämtliche Begrenzungen und Einschränkungen der deutschen Produktion und des deutschen Handels wurden aufgehoben. Zwei Ausnahmen blieben: der Bau von Flugzeugen blieb untersagt, desgleichen die Herstellung von Atomwaffen (→ Kernwaffen in Deutschland). Fortan waren für den Aufenthalt ausländischer Truppen auf dem Gebiet der Bundesrepublik nicht mehr das auf Kriegsrecht beruhende Besatzungsstatut die rechtliche Grundlage, sondern vertragliche Abmachungen zwischen gleichberechtigten Staaten. Des Weiteren sah der Vertrag die Aufnahme der Bundesrepublik in die Vereinten Nationen (UNO) vor, was jedoch erst 1973 nach dem Grundlagenvertrag gemeinsam mit der DDR erfolgte.
In Art. 7 Absatz 2 des Deutschlandvertrags vereinbarten die Unterzeichnerstaaten als gemeinsames Ziel, „ein wiedervereinigtes Deutschland, das eine freiheitlich-demokratische Verfassung ähnlich wie die Bundesrepublik besitzt und das in die europäische Gemeinschaft integriert ist“. Die Bundesrepublik erhielt im revidierten Deutschlandvertrag die Zusicherung, dass ein zukünftiges wiedervereinigtes Deutschland über seine militärischen Bindungen frei entscheiden könne. Allerdings musste sie auf die Herstellung nuklearer und anderer schwerer Waffen verzichten.
Nach Ansicht Grewes legte dieser Vertrag ein künftiges vereinigtes Deutschland weder auf eine bestimmte Regierungsform noch auf eine Gesellschaftsordnung fest und ließ auch offen, ob es sich als Nationalstaat oder als Teil einer europäischen Föderation konstituieren würde.
Der Deutschlandvertrag wurde ergänzt durch den Vertrag über die Rechte und Pflichten ausländischer Streitkräfte und ihrer Mitglieder in der Bundesrepublik Deutschland (Truppenvertrag), den Finanzvertrag, der den Unterhalt dieser Streitkräfte regelte, sowie den Überleitungsvertrag, der aus Krieg und Besatzung entstandene Fragen regelte.
Am 23. Oktober 1954 wurde mit dem Vertrag über den Aufenthalt ausländischer Streitkräfte in der Bundesrepublik Deutschland (BGBl. 1955 II S. 253) zwischen der Bundesrepublik und acht Vertragspartnern (Belgien, Dänemark, Frankreich, Kanada, Luxemburg, die Niederlande, das Vereinigte Königreich und die Vereinigten Staaten von Amerika) eine vertragliche Grundlage für die Rechte und Pflichten der ausländischen Streitkräfte in Westdeutschland geschaffen. Der sogenannte Truppenvertrag gilt auch nach Abschluss des Zwei-plus-Vier-Vertrags weiter und kann mit einer zweijährigen Frist beiderseitig gekündigt werden (Notenwechsel vom 25. September 1990, BGBl. II S. 1390 und vom 16. November 1990, BGBl. II S. 1696). Er gilt auch weiterhin nicht in den neuen Bundesländern und Berlin.
1957 schloss die Deutsche Demokratische Republik mit der Sowjetunion das Abkommen über den zeitweiligen Aufenthalt sowjetischer Streitkräfte auf dem Territorium der DDR, das das Aufenthaltsrecht der Sowjetarmee in der DDR regelte. Für deren Abzug wurden nach der Wiedervereinigung 1990 zwei Verträge mit der Sowjetunion geschlossen, u. a. der Truppenabzugsvertrag vom 12. Oktober 1990 (BGBl. 1991 II S. 256, 258). Die letzten russischen Soldaten wurden im Sommer 1994 abgezogen.
Die Bundesregierung kann zudem nach dem Streitkräfteaufenthaltsgesetz vom 20. Juli 1995 (BGBl. II S. 554) mit auswärtigen Staaten Vereinbarungen über Einreise und vorübergehenden Aufenthalt ihrer Streitkräfte in Deutschland für Übungen, Durchreise auf dem Landwege und Ausbildung von Einheiten abschließen, wie bisher mit Polen und Tschechien.

## Bezeichnung
Die Bezeichnung Deutschlandvertrag ging nach Darstellung des Adenauer-Biographen Henning Köhler auf den Chef des Bundeskanzleramtes Otto Lenz zurück, der sie am 30. April 1952 als Ersatz für den bis dahin üblichen Namen Generalvertrag vorschlug. Adenauer versuchte in der Folge vergeblich, diese Bezeichnung, die ihm „für die Propaganda“ günstiger schien, bei den Hohen Kommissaren durchzusetzen. Nach Wilhelm Grewe, dem Leiter der deutschen Delegation für die Verhandlung des Deutschlandvertrags zur Ablösung des Besatzungsstatuts, war es dagegen Adenauer selbst, der diesen Begriff prägte, und zwar vor allem mit Blick auf die absehbare innenpolitische Auseinandersetzung. Seine amerikanischen, britischen und französischen Verhandlungspartner vermochte er davon nicht zu überzeugen, sie nannten den Vertrag lieber Bonner Vertrag oder Bonner Konventionen. Am 15. Mai einigte man sich auf die offizielle Bezeichnung Vertrag über die Beziehungen zwischen der Bundesrepublik Deutschland und den Drei Mächten. Im alltäglichen Sprachgebrauch setzte sich in der Bundesrepublik die eingängigere Bezeichnung Deutschlandvertrag oder Generalvertrag durch, die oft synonym gebraucht werden. Die Diplomatin Ellinor von Puttkamer unterscheidet dagegen in ihrer Darstellung der Vorgeschichte der Pariser Verträge zwischen einem übergeordneten Deutschlandvertrag und seinen Teilen Generalvertrag, Truppenvertrag, Finanzvertrag, Überleitungsvertrag und Steuerabkommen. Im öffentlichen Sprachgebrauch der DDR wurde der Generalvertrag als Generalkriegsvertrag denunziert, über den das „Weißbuch über den Generalkriegsvertrag“ propagandistisch informierte. Die SED-Propaganda beabsichtigte konsequent mit diesem und zahlreichen anderen Kriegs-Komposita, „die Zwangsläufigkeit des Einmündens der Bonner Politik in einen neuen Krieg“ zu suggerieren.

## Ziele Adenauers
Konrad Adenauer betrieb während seiner Kanzlerschaft eine Politik der entschiedenen Westintegration, mit der er die Bundesrepublik vor dem Hintergrund des Kalten Krieges zu einem vertrauenswürdigen Partner der Westalliierten machte. Daher waren diese bereit, ihr staatliche Souveränität zuzugestehen. In der Forschung wird dieser Souveränitätsgewinn häufig als wichtigstes Motiv Adenauers angesehen. Adenauer-Biographen bestreiten dagegen, dass der Bundeskanzler die Sicherheitsfrage instrumentalisierte, um die Souveränität der Bundesrepublik zu erreichen. Hans-Peter Schwarz stellt fest, dass eine Verknüpfung beider Fragen erst im August 1950 erfolgte: Adenauer sei in den Monaten davor auf einen möglichen sowjetischen Angriff „fixiert“ gewesen, der ihm ernsthaft große Sorgen bereitete. Köhler schlägt die umgekehrte Deutung vor, dass die Westmächte den Deutschlandvertrag abschlossen, „um den ungestümen Drang Adenauers zur Wiederbewaffnung zu mäßigen und zu kanalisieren“. Demnach wäre das erste Ziel des Kanzlers nicht der Souveränitätsgewinn, sondern die Wiederbewaffnung gewesen. Als er die Chance hatte, beides zu bekommen, habe er den Abschluss eines Friedensvertrags zwischen einer souveränen Bundesrepublik und den Westmächten angestrebt.
Eine 1986 neu aufgefundene Quelle wirft noch ein anderes Licht auf die Ziele Adenauers. Danach ließ er der britischen Regierung über den deutschen Botschafter Hans-Heinrich Herwarth von Bittenfeld am 15. Dezember 1955 vertraulich und dennoch offen mitteilen, er habe kein Vertrauen in das deutsche Volk und befürchte, dass sich einer seiner Nachfolger „zu Lasten Deutschlands mit Rußland verständigen könnte“. Deshalb sei ihm die „Westintegration wichtiger als die Wiedervereinigung“. Nach diesem Verständnis war also die Westbindung nicht ein Mittel Adenauers, mit dem er nationale Ziele glaubte erreichen zu können, sondern ein Ziel in sich selbst, denn nur sie schien ihm Sicherheit vor einer neuen totalitären Versuchung seiner Landsleute zu bieten.

## Außerkraftsetzung
Der Deutschlandvertrag wurde im Zuge der Verhandlungen, die zur deutschen Wiedervereinigung führten, am 27. und 28. September 1990 durch einen Notenwechsel der drei Westmächte mit Wirkung zum 3. Oktober 1990 suspendiert. Nach Inkrafttreten des Zwei-plus-Vier-Vertrags vom 12. September 1990, der die alliierten Vorbehaltsrechte beendete und dem vereinten Deutschland seine volle Souveränität gab, setzten sie den Deutschlandvertrag am 15. März 1991 außer Kraft.